# CFP 프랑
CFP 프랑(일상 생활에서는 보통 프랑이라고도 부른다.)은 프랑스의 해외 공동체인 누벨칼레도니와 프랑스령 폴리네시아, 왈리스 푸투나의 통화이다. CFP 프랑의 약자인 CFP는 원래 Colonies Françaises du Pacifique(“프랑스령 태평양 식민지”)의 약자였다. 이것은 나중에 Communauté Financière du Pacifique (“태평양 금융 커뮤니티”)로 바뀌었고 현재 공식 용어는 Comptoirs Français du Pacifique (“프랑스령 태평양 금융 계약”)이다. ISO 4217 부호는 XPF이다.

## 역사

### 1945년-1949년
CFP 프랑은 CFA 프랑와 함께 1945년 12월에 만들어졌다. CFP 프랑은 세계 2차 대전 이후 프랑스 프랑의 가치가 급락하면서 대안화로 자리잡았다. 프랑스가 브레튼 우즈 체제를 승인하면서 1945년 12월, 프랑스 프랑은 미국 달러에 고정 환율제를 적용하기 위해 평가 절하하였다. 새로운 통화는 1945년 12월에 있었던 프랑스의 식민지에 대한 강력한 인하로 인해 등장하였다. 당시 프랑스 재무부 장관이었던 르네 플레방은 "그녀의 관대함과 무사 그리고 프랑스의 대도시, 멀리 떨어져 있는 가난한 그녀의 딸들에게 희망을 안겨주기 위해서는 그들의 통화에 대한 다른 환율을 적용해야 합니다." 라고 발언하였다. CFA 프랑과 다른 식민지의 통화는 프랑스 프랑과 고정 환율로 설정되어 있었으나 CFP 프랑은 미국 달러와 고정 환율로 설정되어 있었는데, 이는 제2차 세계 대전 이후 프랑스의 태평양 속령의 경제에 큰 역할을 하였다. CFP 프랑과 프랑스 프랑과의 고정 환율은 1949년 9월에 폐지된다.

### 1949년-1985년
CFP 프랑은 1967년부터 IEOM (Institut d'émission d'outre-mer, "해외 발행 연구소")에서 발행하고 있으며, 본부를 파리시에 두고 있다.
이 화폐가 처음 발행되던 당시 프랑스령 폴리네시아, 누벨칼레도니, 뉴헤브리디스 제도에서는 각각 프랑스령 폴리네시아 프랑, 누벨칼레도니 프랑, 뉴헤브리디스 프랑을 발행하여 사용하고 있었으며, 왈리스 푸투나는 누벨칼레도니 프랑을 사용하고 있었다. 다만 뉴헤브리디스 제도의 지폐에는 지폐 뒷면에 쓰여 있는 프랑스령 폴리네시아와 누벨칼레도니의 수도 이름 (파페에테와 누메아)으로 식별할 수 있었다.
1969년, 뉴헤브리디스 프랑은 CFP 프랑에서 분리되었으며, 1982년에 바누아투 바투로 대체되었다.

### 1985년 이후
1985년에는 새로운 고액권 지폐인 10,000 CFP 프랑 지폐 (83.8 유로)가 발행되었으며, 이는 도시 이름이 거듭 인쇄되지 않은 최초의 지폐이기도 하다. 1992년에는 500 프랑 지폐, 1996년에는 1,000 프랑, 5,000 프랑 지폐가 발행되었는데, 이 지폐 또한 도시 이름이 거듭 인쇄되지 않은 지폐이다. 그러나 500 프랑, 1,000 프랑, 5,000 프랑 지폐의 디자인은 바뀌지 않았다.
현재 발행되는 지폐는 누벨칼레도니와 프랑스령 폴리네시아 모두 동일한데, 한쪽 면에는 프랑스령 폴리네시아의 풍경이나 역사적인 인물을, 다른 쪽 면에는 누벨칼레도니의 풍경이나 역사적인 인물을 소재로 하고 있다.
주화는 두 가지 형태로 나뉘어 있는데, 한쪽 면은 누벨칼레도니와 프랑스령 폴리네시아 모두 동일한 형태이며, 다른 쪽 면은 누벨칼레도니와 왈리스 푸투나의 경우는 "누벨칼레도니", 프랑스령 폴리네시아의 경우는 "프랑스령 폴리네시아"라는 문구가 쓰여져 있다. 이러한 두 가지 형태는 프랑스의 속령 세 곳에서 사용되는 주화 모두 같은 형태이며, 유로존에 속해 있는 모든 국가에서 발행하는 유로 주화와 비슷한 형태이다.
2022년 2월 26일에 발효된 2021년 9월 15일 조례는 CFP 프랑이라는 이름을 "태평양 프랑스 공동체의 프랑"으로 정의한다.

### 역대 환율
- 1945년 12월 26일 - 1949년 9월 20일: 1 미국 달러 = 49.6 CFP 프랑의 고정 환율이 적용되었으며, 프랑스 프랑에 대해서는 고정 환율이 적용되지 않았다. 다만 미국 달러와의 평가 절하가 네 차례 있었다. 1945년 12월에는 1 CFP 프랑 = 2.40 프랑스 프랑이, 1949년 9월에는 1 CFP 프랑 = 5.50 프랑스 프랑의 환율에 이르게 되었다.

- 1949년 9월 21일 - 1959년 12월 31일: 1 CFP 프랑 = 5.50 프랑스 프랑의 고정 환율이 적용되었다.

- 1960년 1월 1일 - 1998년 12월 31일: 1 CFP 프랑 = 0.055 프랑스 프랑의 고정 환율이 적용되었다. (1960년 1월 1일에 100 구 프랑이 1 신 프랑으로 바뀌었다.)

- 1999년 1월 1일 이후: 1,000 CFP 프랑 = 8.38 유로의 고정 환율이 적용되었다. (1999년 1월 1일에 프랑스 프랑이 유로로 대체되었으며, 6.55957 프랑스 프랑은 1 유로에 해당된다.)

1960년과 1999년에 있었던 환율 변동은 프랑스의 화폐 변동으로 인해 생긴 것이며, CFP 프랑과 프랑스 프랑 혹은 유로의 상대 환율은 1949년 이후로 변하지 않고 있다.

## 주화
1949년, 누벨칼레도니와 프랑스령 오세아니아(지금의 프랑스령 폴리네시아)에서 주화가 발행되기 시작한다. 주화는 두 가지 형태로 나뉘어 있는데, 앞면은 서로 같은 형태이며, 뒷면은 서로 다른 형태이다. 이러한 두 가지 형태는 프랑스의 속령 세 곳에서 사용되는 주화 모두 같은 형태이며, 유로존에 속해 있는 모든 국가에서 발행하는 유로 주화과 비슷한 형태이다.
뉴헤브리디스 제도 프랑(New Hebrides franc)은 1982년에 바누아투 바투로 대체되기 이전에 주화가 발행되었다는 다른 역사를 갖고 있다.

## 지폐
1965년, IEOM은 뉴헤브리디스 제도에서 지폐를 발행하기 시작하였으며, 1969년에는 누벨칼레도니와 프랑스령 폴리네시아에서도 발행하기 시작한다. 1985년에 새로 발행한 10,000 프랑 지폐는 프랑스령 폴리네시아와 누벨칼레도니가 공통적인 식별 기호를 갖고 있지 않은데도 발행되었다는 특징이 있다. 또한 1992년부터 1996년까지 태평양에 위치한 프랑스의 속령을 위해 500, 1,000, 5,000 프랑 지폐를 발행하기도 하였다.
CFP 프랑 지폐의 전체적인 디자인은 1969년 이후로 바뀌지 않고 있으며, 한쪽 면에는 누벨칼레도니의 풍경이나 역사적인 인물을, 다른 쪽 면에는 프랑스령 폴리네시아의 풍경이나 역사적인 인물을 소재로 하고 있다.
2014년 1월 20일에 화폐 도안이 전면 개정되어 통용되고 있다.
| Aperçu | Valeur      | 크기        | 주요색 | 주요색        | 주요주제     | 대표 | 대표 | 대표 | Motifs du filigrane                 | Motifs de transvision                      | Motifs dynamiques           |
| Aperçu | Valeur      | 크기        | 주요색 | 주요색        | 주요주제     | 누벨칼레도니 | 프랑스령 폴리네시아 | 월리스-푸투나 | Motifs du filigrane                 | Motifs de transvision                      | Motifs dynamiques           |
| ------ | ----------- | ----------- | ------ | ------------- | ------------ | --- | --- | --- | ----------------------------------- | ------------------------------------------ | --------------------------- |
|        | 500 프랑    | 120 × 66 mm |        | 녹색          | 꽃           | 앞면 * 주된 소재 (중앙, 오른쪽) : 조각된 대나무 배경 위에 극락조화 * Motif secondaire (centre, avec les signatures) : Feuilles de taro * Bord inférieur : Motifs de bambou gravé (océan et soleil, pirogue, pins colonaires, case)                                           | Verso * Motif principal (centre) : Bouquet de Tiaré tahiti et de fleurs de frangipanier * À gauche : Noix de coco en germination                                                                                  | Deux faces * Recto, centre inférieur : Motifs de siapo * Recto, motif secondaire (arrière-plan) : Feuilles de kava * Verso, bord supérieur : Feuilles de kava sur fond de motifs de tapa  | Pirogue à balancier, valeur faciale | Papaye et feuille de papayer               | Aucun                       |
|        | 1000 프랑   | 126 × 66 mm |        | 오렌지빛 갈색 | Faune        | Verso * Motif principal (centre) : Cagou devant une fronde de fougère * À gauche : Perruche cornue perchée sur une branche de niaouli | Recto * Motif principal (centre, droite) : Tortue sur fond de motifs de tatouage * Motif secondaire (centre, avec les signatures) : Raie manta * Bord inférieur : Motifs de tatouage (gekko et tortues)           | Deux faces * Recto, centre inférieur : Motifs de siapo * Recto, motif secondaire (arrière-plan) : Sternes blanches * Verso, bord supérieur : Sternes blanches sur fond de motifs de tapa  | Pirogue à balancier, valeur faciale | Perruche de profil perchée sur une branche | Aucun                       |
|        | 5,000 프랑  | 틀:Dunité   |        | 파랑색        | Faune marine | Recto * Motif principal (centre, droite) : Deux poissons-cochers devant une gorgone et sur fond d'ombres de poissons * Motif secondaire (centre, avec les signatures) : Coquille de nautile * Bord inférieur : Frise de poissons (poissons-papillons et poissons-perroquets) | Verso * Motif principal (centre) : Napoléon devant une gorgone * À gauche : Huître perlière | Deux faces * Recto, centre inférieur : Motifs de siapo * Recto, motif secondaire (arrière-plan) : Conque * Verso, bord supérieur : Conques et strombe araignée sur fond de motifs de tapa | Pirogue à balancier, valeur faciale | Deux hameçons traditionnels                | Poisson-papillon            |
|        | 10 000 프랑 | 틀:Dunité   |        | 빨간색        | Architecture | Verso * Motif principal (centre) : Deux cases stylisées du Centre culturel Tjibaou * À gauche : Deux cases rondes traditionnelles sur fond de flèches faîtières | Recto * Motif principal (centre, droite) : Fare devant deux cocotiers sur fond de tikis * Motif secondaire (centre, avec les signatures) : Deux rames de va’a entrecroisées * Bord inférieur : Frise de six tikis | Deux faces * Recto, centre inférieur : Motifs de siapo * Recto, motif secondaire (arrière-plan) : Fale * Verso, bord supérieur : Fale sur fond de motifs de tapa                          | Pirogue à balancier, valeur faciale | Pilon en pierre                            | Motifs de flèches faîtières |

## 타라 (Tārā)
프랑스인이 프랑스령 폴리네시아의 타히티의 화폐를 규제하기 이전까지, 무역업자들은 흔히 달러를 사용했다. 단어 "달러"(dollar)는 "타라"(tārā) (종종 악센트 없이 tara, 또는 tala로 쓰인다)가 되었고 이러한 용어는 여전히 토박이 타히티인들과 지역 중국인 무역업자들은 비공식적인 단위로서 사용되는데, 약 5 프랑에 해당한다. 그러므로 타히티 주민들은 200 프랑에 해당되는 가격을 타히티어로 tārā e maha-ʻahuru (타라 에 마하 아후루, 40 타라)라고 부른다. 사모아의 통화는 또한 탈라(tālā)로 불린다.

## 같이 보기
- CFA 프랑
- 프랑스령 폴리네시아 프랑
- 누벨칼레도니 프랑
- 뉴헤브리디스 프랑
- 유로의 국제적인 지위와 사용
- 통화 연합